# Robert Raphael Geis
Robert Raphael Geis (geboren am 4. Juli 1906 in Frankfurt am Main; gestorben am 18. Mai 1972 in Baden-Baden) war ein deutscher Judaist und Rabbiner.

## Leben
Robert Raphael Geis wuchs als Sohn des Moritz Geis und seiner Frau Sittah geborene Stern in einer wohlhabenden, assimilierten Familie auf. Ab 1916 besuchte er das Gymnasium in Frankfurt. Von 1925 bis 1932 studierte er an der Hochschule für die Wissenschaft des Judentums in Berlin und zwischenzeitlich auch am Jüdisch-Theologischen Seminar in Breslau. Daneben studierte er Geschichte, Philosophie und Germanistik an den Universitäten Berlin, Breslau und Köln. Er stand in engem Kontakt zu seinem Lehrer Leo Baeck sowie mit dem Kreis um Martin Buber und Franz Rosenzweig.
Neben seinem Judentum fühlte sich Robert Raphael Geis der deutschen Kultur verbunden und studierte intensiv die deutsche Geschichte, ursprünglich bei Friedrich Meinecke, dann in Breslau bei Johannes Ziekursch, dem er dann nach Köln folgte, um bei ihm über Der Sturz des Reichskanzlers Caprivi zu promovieren. 1930 erwarb er seinen Doktortitel.
1932 wurde er Jugend-Rabbiner in München. Nach der „Machtergreifung“ der Nationalsozialisten kam es mit seinem Gemeindevorstand zu einer harten Auseinandersetzung, als dieser von Geis verlangte, dass er die von den Nationalsozialisten ausgegrabenen Urnen von Kurt Eisner und Gustav Landauer heimlich und ohne die Gräber zu bezeichnen irgendwo an der Friedhofsmauer beisetzen solle. 1933 lud Kardinal Faulhaber anlässlich einer seiner Adventspredigten gegen den Antisemitismus Geis ein, mit ihm gemeinsam in die Kirche einzuziehen.
Geis wurde zweiter Stadtrabbiner in Mannheim, 1937 Landesrabbiner in Kassel und war formal bis 1939 Oberrabbiner von Hessen. Im November 1938 wurde er ins Konzentrationslager Buchenwald deportiert. Nach Vorlage von Ausreisepapieren konnte er im Februar 1939 nach Palästina entkommen.
Nach dem Krieg war er Rabbiner in England, der Schweiz (Zürich, seit 1947) und in den Niederlanden (Amsterdam, seit 1949). Von 1952 bis 1956 war er Landesrabbiner für Baden in Karlsruhe, seit 1969 Honorarprofessor an der Pädagogischen Hochschule Duisburg, 1971 an die Universität Göttingen berufen.
Seine Humanität und sein in jeder Hinsicht vorbildliches Verhalten trugen ihm bald den Ehrennamen Aba Geis ein. 1970 erhielt er die Buber-Rosenzweig-Medaille.

## Schriften
- Der Begriff des Patriotentums bei Hermann Cohen, 1942
- Männer des Glaubens im deutschen Widerstand, Frankfurt am Main 1959 (gemeinsam mit Oskar Hammelsbeck und Oskar Simmel)
- Vom unbekannten Judentum, Freiburg im Breisgau 1961
- Versuche des Verstehens. Dokumente jüdisch-christlicher Begegnung aus den Jahren 1918-1933. München 1966 (als Hrsg. gemeinsam mit Hans-Joachim Kraus).
- Gottes Minorität. Beiträge zur jüdischen Theologie und zur Geschichte der Juden in Deutschland, München 1971